# Market-Frankford Line

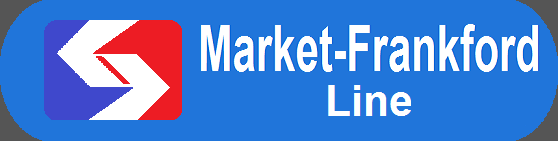
Het logo van de Market-Frankord Line

De Market-Frankford Line (MFL), ook bekend als Market–Frankford Subway–Elevated Line (MFSE), the Market-Frankford El (MFE), the El of de Blue Line is een metrolijn in de Amerikaanse stad Philadelphia en wordt beheerd door Southeastern Pennsylvania Transportation Authority (SEPTA). De lijn rijdt tussen 69th Street Transportation Center in Upper Darby naar het Frankford Transportation Center in Near Northeast Philadelphia. De Market-Frankford Line rijdt zowel ondergronds als bovengronds.

## Stations
- 69th Street Transportation Center
- Milbourne station
- 63rd Street station
- 60th Street station
- 56th Street station
- 52th Street station
- 46th Street station
- 40th Street station
- 34th Street station
- 30th Street Station
- 15th Street station
- 13th Street station
- 11th Street station
- 8th Street station
- 5th Street station
- 2nd Street station
- Spring Garden station
- Girard station
- Berks station
- York-Dauphin station
- Huntingdon station
- Somerset station
- Allegheny station
- Tioga Station
- Erie-Torresdale station
- Church
- Arrott Transportation Center
- Frankford Transportation Center